# Stefano Borgonovo
Stefano Borgonovo (Giussano, 17 de marzo de 1964-Florencia, 27 de junio de 2013) fue un futbolista italiano que jugó como Centrodelantero.

## Carrera en clubes
Nació en Giussano, provincia de Monza y Brianza, Lombardía. Borgonovo comenzó su carrera profesional con Como Calcio, haciendo su debut a los 17 años en un partido de Serie A contra el Ascoli Calcio. Después de una temporada en el S.S. Sambenedettese Calcio, se estableció como jugador clave en Como, y en 1986 se trasladó al A.C. Milan, quien de inmediato fue nuevamente prestado a Como.

## Vida personal y enfermedad
Borgonovo se casó con Chantal y la pareja tuvo cuatro hijos. El 5 de septiembre de 2008, se reveló que Borgonovo sufría de esclerosis lateral amiotrófica, la misma enfermedad que mató lentamente a Gianluca Signorini, otro exjugador de la Serie A, en 2002.
A raíz del anuncio de su enfermedad, en 2008, Borgonovo creó una fundación dedicada a recaudar fondos para la investigación de su dolencia, lo que le convirtió en un símbolo de superación dentro del Calcio italiano.
Falleció el 27 de junio de 2013, a los 49 años en Florencia. Ese día se disputó la semifinal de la Copa FIFA Confederaciones España-Italia, que la selección italiana jugó con luto en el brazo.

Estimado Stefano, la empresa más hermosa que ha logrado construir a lo largo de los años ha sido transformar el veneno de la enfermedad en medicina para los demás. Adiós amigo mío, siempre honraré tu persona.
Roberto Baggio

El 1 de julio se celebró el funeral en su ciudad natal donde asistieron más de tres mil personas, entre las que se encontraban diversas personalidades del mundo del fútbol; tras ello, fue enterrado en el cementerio de Giussano.

## Clubes
| Club                              | País   | Año       | Partidos | Goles |
| --------------------------------- | ------ | --------- | -------- | ----- |
| Calcio Como 1907                  | Italia | 1981-1984 | 48       | 10    |
| SS Sambenedettese Calcio (cedido) | Italia | 1984-1985 | 33       | 13    |
| Calcio Como 1907                  | Italia | 1985-1986 | 15       | 3     |
| AC Milan                          | Italia | 1986      | 1        | 0     |
| Calcio Como 1907 (cedido)         | Italia | 1986-1988 | 33       | 3     |
| ACF Fiorentina (cedido)           | Italia | 1988-1989 | 30       | 15    |
| AC Milan                          | Italia | 1989-1990 | 12       | 1     |
| ACF Fiorentina                    | Italia | 1990-1992 | 37       | 4     |
| Pescara Calcio                    | Italia | 1992-1993 | 35       | 11    |
| Udinese Calcio                    | Italia | 1993-1994 | 7        | 1     |
| Brescia Calcio (cedido)           | Italia | 1994-1995 | 14       | 0     |
| Udinese Calcio                    | Italia | 1995-1996 | 7        | 1     |